# Józefów-Wiktorów
Józefów-Wiktorów – wieś w Polsce położona w województwie łódzkim, w powiecie sieradzkim, w gminie Warta. Miejscowość wchodzi w skład sołectwa Lasek.
W latach 1975–1998 miejscowość administracyjnie należała do województwa sieradzkiego.